# Distrito de Yuruá
El distrito del Yuruá es uno de los cuatro que conforman la provincia de Atalaya ubicada en el departamento del Ucayali en el Oriente del Perú. Abarca la cuenca alta del río Yuruá.

## Historia
El distrito fue creado mediante Ley No. 9815 del 2 de julio de 1943.
Yurúa obtuvo la categoría de distrito en 1943. Es una de las circunscripciones más aisladas y menos desarrollada del país, con un alto índice de extrema pobreza y analfabetismo; y cuyo único medio de transporte son los vuelos itinerantes muy limitados.
El distrito del Yurúa está localizado al Sureste del departamento del Ucayali en la provincia de Atalaya. Fue creado a través de la Ley N° 9815 del 2 de julio de 1943, la misma que creó la provincia de Coronel Portillo. Su capital es la localidad de Breu, también conocido por los vecinos brasileños como "Tipishca".
Según los investigadores en sus inicios Breu no existía como poblado, el único habitante mestizo era el señor Julio Pérez, que se dedicaba al comercio de carne del monte y pieles; sin embargo, río abajo existían algunas familias amahuacas y río arriba familias ashánincas. El año 1948 aparece como primer elector el señor Teófilo Díaz Vela junto con otros catorce ciudadanos. En los registros que hace el sacerdote Villarejo sobre Yurúa, se menciona que la denominación de Yurúa provendría del nombre de los nativos Yurúas y chuntas que habitaban en las márgenes del río Piquiyacu y otros afluentes. En la actualidad, como en la época del caucho, no existe una vía directa hacia el río Ucayali, la comunicación solo se alcanza a través del varadero de Huacapishtea hacia Shesta, lo cual no permite el desarrollo integral del distrito, esto porque el río Yurúa va hacia el lado brasileño para desembocar en el Amazonas.

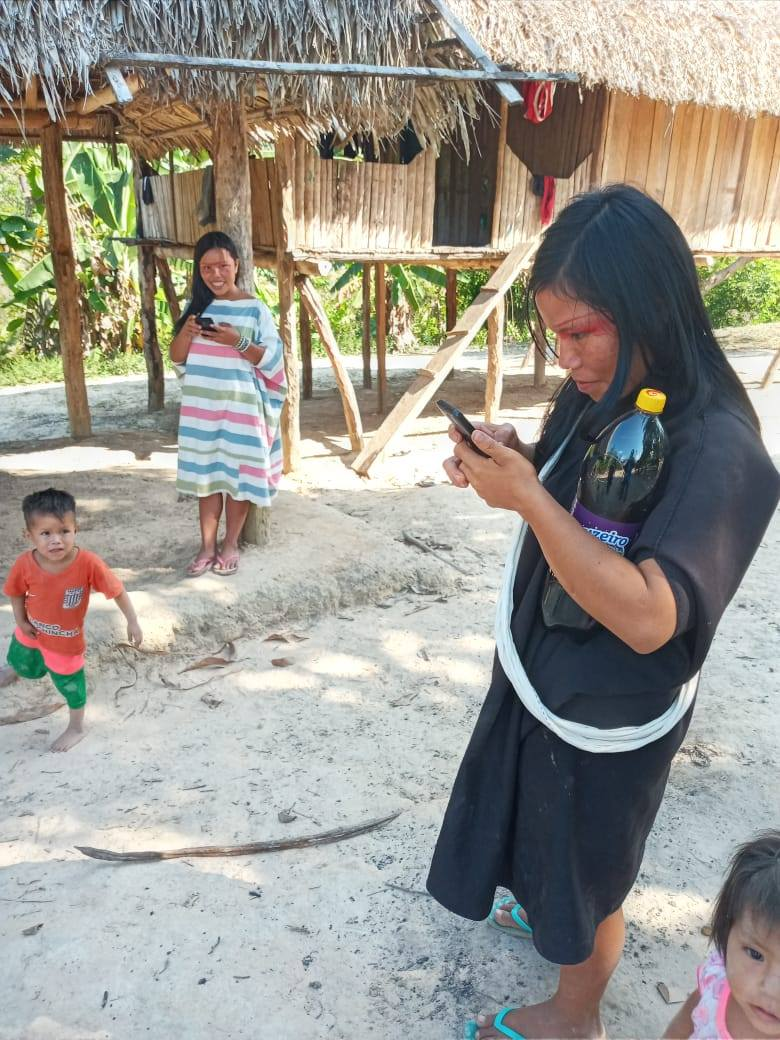
Nativas yáneshas acceden a la tecnología móvil en las localidades más alejadas del distrito.

Actualmente el prof. Ronaldo H. Tovar Alva es quien lidera la gestión del municipio para el período 2019-2022.
En cuanto a su sociedad, Yurúa está conformada por los siguientes grupos étnicos: yaminahuas, ashánincas, yáneshas y mestizos. Su economía está basada en la caza y la agricultura.

## Geografía

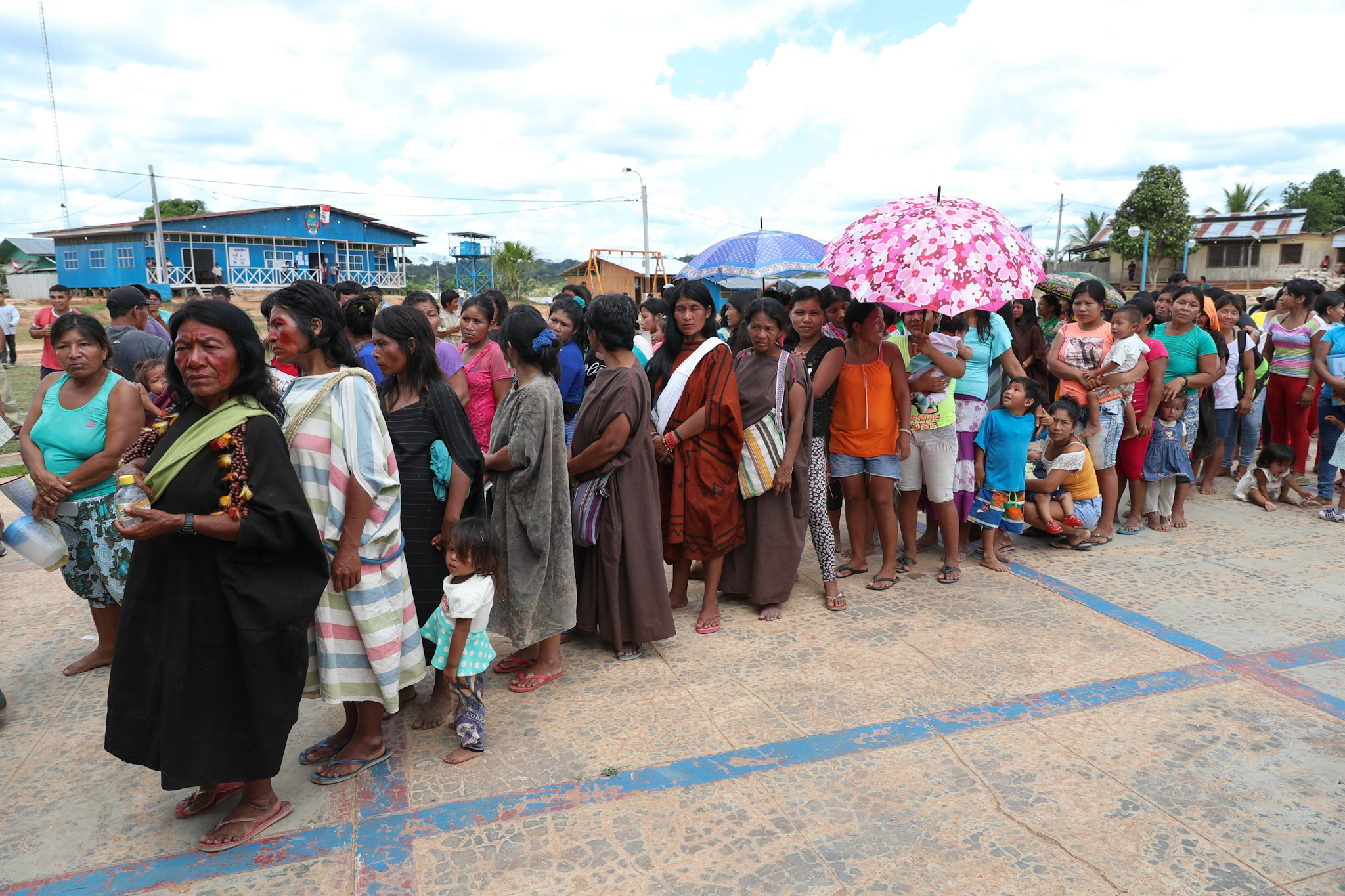
Yuruínos participan de una actividad en la plaza Mayor de Breu.

En este distrito de la Amazonía peruana habitan las etnias asháninca y yaminahua.
Cuenta con tres centros poblados: Puerto Breu con 238 habitantes, Sawawo Hito 40, con 165 y Dulce Gloria con 236. La población dispersa es de 992 personas.

## Capital
La capital del distrito es el centro poblado de Breu que se encuentra situado a 249 m s. n. m.

## Autoridades

### Municipales
2019 - 2022 
- Alcalde: Ronaldo H. Tovar Alva, del Partido Político Fuerza Popular.
- Regidores:

1. Jerson Mañaningo Odicio.
2. Antonio Guerra Pérez
3. Violeta Pérez Guerra.
4. Donato Piñango Angulo.
5. Arlindo Ruiz Santos.

- 2015 - 2018[3]
  - Alcalde: Javier Del Águila Pezo, del Movimiento Integrando Ucayali.
  - Regidores:

  1. Carlos Pérez Gómez (Integrando Ucayali).
  2. Alonso Ruíz Ríos (Integrando Ucayali).
  3. Sandra Pérez Fernández (Integrando Ucayali).
  4. Alberto Guerra Tello (Integrando Ucayali).
  5. César Guerra Pérez (Ucayali Región con Futuro).